# Hóp (Islanda)
Il lago Hóp si trova nel nord dell'Islanda, nella regione di Norðurland vestra. È un lago di origine vulcanica, infatti il suo bacino è composto da sabbia di colore nero, che si affaccia nel fiordo Húnafjörður, nel Mar di Groenlandia. La sua estensione varia da 29 a 44 km² a seconda dell'intensità della marea.